# Шевченко, Виктор Иванович
Ви́ктор Ива́нович Шевче́нко (род. 1 августа 1941, Макеевка) — советский металлург, политик. Народный депутат Украины 1-го и 2-го созыва.
Генеральный директор Макеевского металлургического комбината имени Кирова (1988—1997).

## Биография
Образование — Донецкий политехнический институт (1971), инженер-металлург; Харьковский инженерно-экономический институт, факультет организаторов производства (1974).
Народный депутат Украины 2-го созыва с 07.1994 (1-й тур) до 04.1998, Макеевский центр. изб. окр. № 133 Донец. обл. Член Комитета по вопросам базовых отраслей и социально-экономического развития регионов. Член деп. группы «Возрождение и развитие агропром. комплекса Украины» (до этого — член деп. МДГ (до этого — член фракции «Социально-рыночный выбор»).
Народный депутат Украины 12-го соз. с 03.1990 (2-й тур) до 04.1994, Макеевский центр. изб. окр. № 133, Донец. обл. Член Комиссии по вопросам развития базовых отраслей (нар.-хоз. группа «Промышленники»).
- 1954—1958 — ученик Макеевского металлургического техникума.
- С 1958 — рамник, подручный сталевара Мариупольского металлургического завода имени Ильича.
- С 1959 — подручный сталевара, диспетчер, мастер, старший мастер на разливочных участках, с 1982 — начальник мартеновского цеха, с 1986 — главный инженер Макеевского металлургического завода имени Кирова.
- 1988—1997 — генеральный директор Макеевского металлургического комбината имени Кирова.

Академик АИНУ. Владеет английским языком.

## Награды
- Заслуженный металлург Украины.
- Почётная грамота Президиума Верховного Совета УССР.
- Орден Дружбы народов.

## Семья
Женат; имеет сына.